# Pilgrim
Pilgrim es el duodécimo álbum de estudio del músico británico Eric Clapton, publicado por la compañía discográfica Reprise Records el 10 de marzo de 1998. Fue el primer álbum con nuevo material desde el lanzamiento en 1989 de Journeyman y fue nominado a varios premios, incluyendo el Grammy al mejor álbum de pop vocal. Aunque obtuvo reseñas mixtas de la prensa musical, supuso uno de los mayores éxitos comerciales en la carrera de Clapton al entrar en el top 10 de las listas de éxitos en veintidós países y vender más de 4,5 millones de copias a nivel mundial.

## Trasfondo
Pilgrim fue grabado en 1997 en los Ocean Way y los Olympic Studios. Su publicación marcó el primer álbum de Clapton con nuevo material de estudio desde el lanzamiento de Journeyman en 1989. En una entrevista con Larry King en febrero de 1998, Clapton explicó cómo surgió el título del álbum: "Bueno, hay un tema en el álbum llamado "Pilgrim" que surgió primero. Y cuando fui a poner título al álbum usé ese tema como punto clave de salida, porque pensé que era una buena forma de seguir el tema de Journeyman que tiene el mismo significado, realmente. Es autobiográfico. Y me veo a mí mismo como un tipo solitario en una búsqueda". La portada de Pilgrim fue originalmente concebida por el propio Clapton y ejecutada por el artista japonés Yoshiyuki Sadamoto, conocido por su trabajo como diseñador en Neon Genesis Evangelion.
En su autobiografía de 2007, Clapton escribió que había preguntado a su batería Steve Gadd sobre cómo se sentiría hacer el disco más triste de todos los tiempos. Gadd dijo que podía trabajar en esa idea y Clapton comenzó a trabajar en el nuevo proyecto. Dado que solo había compuesto hasta entonces dos temas, "My Father's Eyes" y "Circus", Clapton compuso varias canciones nuevas antes de entrar en el estudio al año siguiente. Clapton definió Pilgrim como uno de sus álbumes favoritos.

## Composición
Según la web Allmusic, Pilgrim incluye canciones tanto de pop como de rock, así como pop contemporáneo y música adult contemporary. La propia web asegura que el álbum incluye un estado anímico suave, individual, relajado, reflexivo, elegante, sentimental y reservado. Por otra parte, la revista Billboard asegura que el álbum se enmarca dentro del género de la música pop al experimentar con cajas de ritmos y sonidos con sintetizadores, guitarras y orquestaciones reminiscentes del R&B. Pilgrim incluye sonidos elaborados con sintetizadores y orquestas en varias de sus canciones. Por otra parte, la web CD Shakedown asegura que el álbum ni es rock ni blues, sino música pop contemporánea. Rolling Stone, por su parte, definió el material del álbum como «un ciclo de canciones soul temático en la tradición de Marvin Gaye con efectivos y modernos contextos».
Doce de las canciones del álbum fueron escritas con Clapton o coescritas junto a otros colaboradores. De ellas, «Circus» y «My Father's Eyes» fueron escritas originalmente para el álbum en directo Unplugged en 1992, y aunque el músico las grabó en formato acústico, no las publicó oficialmente hasta la reedición del álbum en formato deluxe en 2013. En su autobiografía, el músico comentó que la razón del retraso a la hora de publicarlas fue porque aún no estaban del todo finalizadas. A nivel musical, las canciones de Pilgrim incluyen temas acústicos como «Fall Like Rain», baladas como «Needs His Woman» y temas cercanos al hard rock como «She's Gone». Además, incluyó también dos versiones: «Born in Time», compuesta por Bob Dylan, y «Going Down Slow», un clásico del blues escrito y grabado por St. Louis Jimmy Oden.

## Publicación y promoción
Pilgrim fue publicado el 10 de marzo de 1998 por Reprise Records, una compañía ligada a Warner Bros. Records a nivel mundial, en disco compacto, disco de vinilo y casete. En años posteriores, el álbum fue nuevamente reeditado: en 2011 y 2013, Pilgrim fue reeditado en vinilo de 12", y en 2014 fue reeditado por Audio Fidelity Records en formato SACD. Para promocionar el álbum, Clapton ofreció la gira Pilgrim World Tour por Europa y los Estados Unidos entre marzo y diciembre de 1998, seguida de una etapa por Japón en noviembre de 1999.
La publicación de Pilgrim fue acompañada del lanzamiento del sencillo «My Father's Eyes», con el instrumental «Inside of Me» como cara B, en formato CD y maxisencillo el 9 de febrero de 1998. La canción fue seguida de un segundo sencillo, «She's Gone», solo para difusión por radio en abril de 1998, y dos meses después, del lanzamiento de «Circus» como tercer sencillo. El quinto y último sencillo, «Pilgrim», fue publicado en noviembre de 1998.

## Recepción
Tras su publicación, Pilgrim obtuvo reseñas mixtas de la prensa musical. Stephen Thomas Erlewine, del portal web Allmusic, calificó al álbum con dos de un total de cinco estrellas y comentó que el álbum «intenta alcanzar un terreno intermedio entre los dos extremos de "Tears in Heaven" y "Change the World", equlibrando letras torturadas con superficies sonoras suaves». Erlewine también criticó la producción del álbum: «El problema subyace en la producción, que se basa enteramente en sonidos de batería mecánicos y rígidos, en sintetizadores vaporosos y en interludios musicales serpenteantes. Estos ingredientes podrían resultar en un buen disco, como demuestra "Change the World", pero no aquí, debido a la producción monótona del álbum». El periodista también que la forma de tocar y de cantar de Clapton son «raras» en Pilgrim y escribió: Clapton no quiere cambiar las cosas. Su forma de cantar es sorprendentemente educada, incluso en canciones emocionalmente turbulentas como "My Father's Eyes" y "Circus". Incluso peor, está contento de tomar un segundo plano instrumental, tocando ligeros solos de guitarra». Comparando el álbum con sus predecesores Journeyman, From the Cradle y Unplugged, Erlewine finalizó su crítica definiendo el álbum como «blando» y «decepcionante». Por otra parte, críticos de la web CD Shakedown valoraron positivamente el álbum, comentando que «puede disuadir a algunos seguidores de Clapton. Pero las gemas están aquí, incluyendo el primer sencillo, "My Father's Eyes", y "Circus"». No obstante, la reseña criticó la excesiva duración del disco, encontrando que el álbum sería «más manejable si Clapton lo hubiese publicado como un doble disco». David Wild, periodista de Rolling Stone, recalcó que «Pilgrim no emocionará a los que buscaban una segunda parte de From the Cradle. La mayor parte de este álbum no tiene nada que ver con ningún disco que haya hecho Muddy Waters. Pero sigue siendo un disco de blues en el sentido de que capta el sonido de un hombre tratando de domesticar perros infernales de dentro y de fuera. Al final, Pilgrim no es puramente nada, excepto puramente emocionante».

## Lista de canciones
| N.º   | Título             | Escritor(es)                     | Duración |  |
| 1.    | «My Father's Eyes» | Eric Clapton                     | 5:24     |  |
| 2.    | «River of Tears»   | Eric Clapton · Simon Climie      | 7:22     |  |
| 3.    | «Pilgrim»          | Eric Clapton · Simon Climie      | 5:50     |  |
| 4.    | «Broken Hearted»   | Eric Clapton · Greg Phillinganes | 7:52     |  |
| 5.    | «One Chance»       | Eric Clapton · Simon Climie      | 6:00     |  |
| 6.    | «Circus»           | Eric Clapton                     | 4:11     |  |
| 7.    | «Going Down Slow»  | St. Louis Jimmy Oden             | 5:19     |  |
| 8.    | «Fall Like Rain»   | Eric Clapton                     | 3:50     |  |
| 9.    | «Born in Time»     | Bob Dylan                        | 4:41     |  |
| 10.   | «Sick and Tired»   | Eric Clapton · Simon Climie      | 5:43     |  |
| 11.   | «Needs His Woman»  | Eric Clapton                     | 3:45     |  |
| 12.   | «She's Gone»       | Eric Clapton · Simon Climie      | 4:45     |  |
| 13.   | «You Were There»   | Eric Clapton                     | 5:31     |  |
| 14.   | «Inside of Me»     | Eric Clapton · Simon Climie      | 5:25     |  |
| 75:33 |                    |                                  |          |  |

## Personal
| - Eric Clapton – guitarra y voz. - Simon Climie – batería, teclados y Pro Tools. - Steve Gadd – batería. - Dave Bronze – bajo. - Chris Stainton – órgano Hammond. - Joe Sample – piano. - Nathan East – bajo. - Luís Jardim – bajo y percusión. | - Andy Fairweather-Low – guitarra. - Paul Carrack – órgano Hammond. - Greg Phillinganes – teclados. - Paul Brady – tin whistle. - Pino Paladino – bajo. - Alan Douglas – ingeniero de sonido y mezclas. - Mick Guzauski – mezclas. - Kenneth "Babyface" Edmonds – coros. | - Nick Ingman – orquestación. - London Session Orchestra – orquesta. - Chyna Whyne – coros. - Paul Waller – programación de batería. - Adam Brown – ingeniero asistente. - Lee Dickson – técnico de guitarra. - Mike Higham – Pro Tools. - Bob Ludwig – masterización. - Yoshiyuki Sadamoto - carátula |

## Posición en listas
| Lista (1998)                        | Posición |
| ----------------------------------- | -------- |
| Alemania (Media Control Charts)     | 3        |
| Australia (ARIA)                    | 17       |
| Austria (Ö3 Austria)                | 4        |
| Bélgica (Ultratop Flanders)         | 6        |
| Bélgica (Ultratop valona)           | 6        |
| Canadá (RPM)                        | 5        |
| Dinamarca (Hitlisten)               | 6        |
| España (AFYVE)                      | 7        |
| Estados Unidos (Billboard 200)      | 4        |
| Europa (IFPI)                       | 4        |
| Finlandia (Suomen Virallinen Lista) | 5        |
| Francia (SNEP)                      | 5        |
| Hungría (MAHASZ)                    | 8        |
| Italia (FIMI)                       | 3        |
| Japón (Oricon)                      | 1        |
| Nueva Zelanda (Recorded Music NZ)   | 10       |
| Noruega (VG-lista)                  | 1        |
| Países Bajos (Album Top 100)        | 7        |
| Portugal (AFP)                      | 7        |
| Rumania (IFPI)                      | 9        |
| Reino Unido (OCC)                   | 3        |
| Suecia (Sverigetopplistan)          | 3        |
| Suiza (Schweizer Hitparade)         | 4        |